# パドマ・ヴェンカトラマン

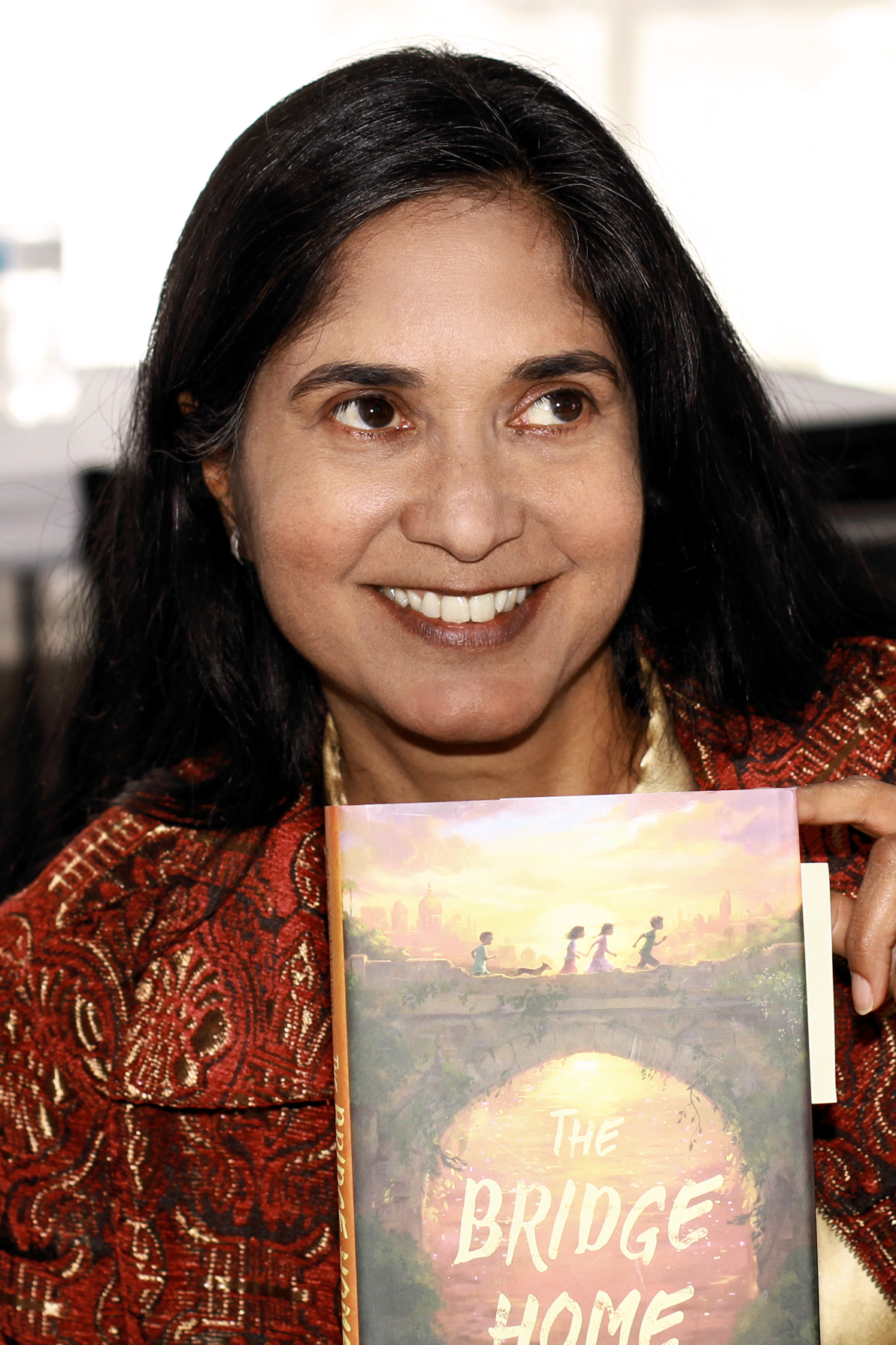
パドマ・ヴェンカトラマン 2019

パドマ・ヴェンカトラマン（Padma Venkatraman, 1969年 - ）は、米国の児童文学作家。別名 T. V. Padma。
南インドのチェンナイ出身で、父方の祖父が法学者、母が弁護士というハイソな家庭に育った。19歳で渡米し、ウィリアム・アンド・メアリー大学で海洋学を修めた。作家となる前は、ドイツのキール大学海洋研究所や米国のジョンズ・ホプキンス大学に勤め、アンダマン・ニコバル諸島で実地調査を行うなど研究生活を送っていた。今はロードアイランド州在住で、大学でパートをしながら、執筆活動を行う。
デビュー作『図書室からはじまる愛』は、2009年にボストン作家協会賞受賞、全米図書館協会「ヤングアダルトのためのベストブックス」に選出された。

## 日本語訳された著作
- 『図書室からはじまる愛』（小梨直訳、白水社） 2010.6